# Hypostomus panamensis
Hypostomus panamensis es una especie de peces de la familia Loricariidae en el orden de los Siluriformes.

## Morfología
Los machos pueden llegar alcanzar los 40 cm de longitud total.

## Distribución geográfica
Se encuentra en Nicaragua, Costa Rica y Panamá.